# Casa de Coulo
A Casa de Coulo (Kwilu) foi uma casa reinante (canda) do Reino do Congo governante em dois períodos; 1567 a 1622 e 1626 a 1636. 

## Origem
A casa de Coulo se originou após a morte de Henrique I, que morreu sem deixar herdeiros naturais. O trono passou para seu enteado Álvaro, filho de sua esposa e prima Isabel Luqueni. Álvaro I assumiu o trono em 1 de fevereiro de 1567, batizando a nova canda em homenagem ao seu local de nascimento; vila Cuolo, nos arredores de Mabanza Congo. 

## Reinado
A casa de Coulo governou o país pela primeira vez no período de 1567 e 1622, tendo esta época algumas interrupções devido a invasões dos jagas. Em 4 de maio de 1622 o rei Álvaro III morre sem deixar herdeiros aptos, já que seus filhos eram jovens demais para assumir o trono. A Casa de Quincanga foi eleita pelo conselho real para assumir o trono, governando pela primeiras vez por curtos quatro anos até a deposição de Garcia I em 1626. No mesmo ano assume o trono Ambrósio I, que foi morto em uma revolta de 1631, sucedido por seu irmão Álvaro IV que morreu após um ataque estrangeiro. Após a morte de Álvaro IV a casa de Coulo jamais voltou ao poder. 

## Listas de reis
- Álvaro I (r. 1567–1587)
- Álvaro II (r. 1587–1614)
- Bernardo II (r. 1614–1615). Usurpador
- Álvaro III (r. 1615–1622)
- Ambrósio I (r. 1626–1631)
- Álvaro IV (r. 1631–1636)

## Ver Também
- Lista dos reis do Congo